# Maybelle Carter
„Mother“ Maybelle Carter (* 10. Mai 1909 als Maybelle Addington in Nickelsville; † 23. Oktober 1978 in Nashville) war eine US-amerikanische Country-Musikerin und -Sängerin und Mitglied der Carter Family.

## Biografie

### Familie und Kindheit
Sie wurde 1909 in Virginia als Tochter von Hugh Jackson Addington und Margaret S. Kilgore geboren. Der Zweig der Addington-Familie in Virginia stammt vom ehemaligen britischen Premierminister Henry Addington ab. Im März 1926 heiratete sie Ezra J. Carter. Die beiden bekamen drei Töchter, Helen, June und Anita.

### The Carter Family
Maybelle Carter gründete 1927 zusammen mit ihrem Schwager A.P. Carter und dessen Frau Sara Carter die Carter Family, die führende Country-Vokalgruppe der 1930er und frühen 1940er Jahre. Maybelle Carter spielte in der Gruppe Banjo und Autoharp und kreierte mit ihrer innovativen Gitarrentechnik, bei der sie (auf einer von Lloyd Loar entwickelten L-5 der Firma Gibson) den Daumen mit Daumenpick zum Melodiespiel auf den tiefen Saiten und die restlichen Finger zur akkordischen Rhythmusbegleitung im Auf- und Abschlag auf den höheren Saiten benutzte, den unverwechselbaren Sound der Carter Family. Die Gruppe löste sich 1943 zunächst auf.

### Mother Maybelle & the Carter Sisters
Maybelle Carter machte mit ihren Töchtern June, Anita und Helen Carter als „Mother Maybelle & the Carter Sisters“ weiter; nach dem Tod von A.P. Carter 1960 traten sie wieder unter dem alten Namen „The Carter Family“ auf und arbeiteten unter anderem als Begleitsängerinnen für Johnny Cash, den June Carter im März 1968 heiratete.
Maybelle Carter war ständiges Mitglied der Grand Ole Opry und rückte in den 1960er Jahren im Zuge des Folk-Revivals erneut in den Blickpunkt der Öffentlichkeit. 1967 wurde ihr gemeinsamer Auftritt mit Sara Carter auf dem Newport Folk Festival mit Beifallsstürmen bedacht. 1972 wirkte sie beim Album Will the Circle Be Unbroken der The Nitty Gritty Dirt Band mit.

### Tod
Maybelle Carter starb 1978 und wurde auf dem Hendersonville Memory Gardens in Hendersonville (Tennessee) beerdigt, wo später auch ihre Tochter June und ihr Schwiegersohn Johnny Cash beigesetzt wurden.

## Postumer Ruhm
1993 wurde Maybelle Carters Bild auf eine Briefmarke in den USA zu Ehren der Carter Family gedruckt. 2001 wurde Maybelle Carter in die International Bluegrass Music Hall of Honor aufgenommen. 2002 wurde sie von Country Music Television – CMT auf Platz 8 der 40 Greatest Women of Country Music gewählt. 2005 wurde sie in der Filmbiografie Walk the Line von der Schauspielerin Sandra Ellis Lafferty dargestellt.

## Diskografie
- 2000 – In the Shadow of Clinch Mountain – 12-CD-Box
- 1997 – Wildwood Pickin'
- 1967 – A Historic Reunion: Sara And Maybelle – The Original Carters
- 1964 – Queen of the Autoharp